# Clarias gracilentus
Clarias gracilentus — вид сомоподібних риб родини кларієвих (Clariidae).

## Поширення
Вид поширений у болотах та повільних річках на південному сході Камбоджі та в'єтнамському острові Фукуок.